# ريتشارد جي. بار
ريتشارد جي. بار هو سياسي أمريكي، ولد في 28 نوفمبر 1865 في Wilton Center, Illinois ‏ في الولايات المتحدة، وتوفي في 11 يونيو 1951 في جوليت في الولايات المتحدة. نشط حزبياً في الحزب الجمهوري. وقد انتخب عضو مجلس ولاية إلينوي ‏.